# Danh sách tiểu hành tinh: 7901–8000
| Tên                   | Tên đầu tiên | Ngày phát hiện       | Nơi phát hiện           | Người phát hiện                                        |
| --------------------- | ------------ | -------------------- | ----------------------- | ------------------------------------------------------ |
| 7901 Konnai           | 1996 DP      | 19 tháng 2 năm 1996  | Oizumi                  | T. Kobayashi                                           |
| 7902 Hanff            | 1996 HT17    | 18 tháng 4 năm 1996  | La Silla                | E. W. Elst                                             |
| 7903 Albinoni         | 1996 HV24    | 20 tháng 4 năm 1996  | La Silla                | E. W. Elst                                             |
| 7904 Morrow           | 1997 JL4     | 1 tháng 5 năm 1997   | Socorro                 | LINEAR                                                 |
| 7905 Juzoitami        | 1997 OX      | 24 tháng 7 năm 1997  | Kuma Kogen              | A. Nakamura                                            |
| 7906 Melanchton       | 3081 P-L     | 24 tháng 9 năm 1960  | Palomar                 | C. J. van Houten, I. van Houten-Groeneveld, T. Gehrels |
| 7907 Erasmus          | 4047 P-L     | 24 tháng 9 năm 1960  | Palomar                 | C. J. van Houten, I. van Houten-Groeneveld, T. Gehrels |
| 7908 Zwingli          | 4192 T-1     | 26 tháng 3 năm 1971  | Palomar                 | C. J. van Houten, I. van Houten-Groeneveld, T. Gehrels |
| 7909 -                | 1975 SK      | 30 tháng 9 năm 1975  | Palomar                 | S. J. Bus                                              |
| 7910 Aleksola         | 1976 GD2     | 1 tháng 4 năm 1976   | Nauchnij                | N. S. Chernykh                                         |
| 7911 Carlpilcher      | 1977 RZ8     | 8 tháng 9 năm 1977   | Palomar                 | E. Bowell                                              |
| 7912 Lapovok          | 1978 PO3     | 8 tháng 8 năm 1978   | Nauchnij                | N. S. Chernykh                                         |
| 7913 Parfenov         | 1978 TU8     | 9 tháng 10 năm 1978  | Nauchnij                | L. V. Zhuravleva                                       |
| 7914 -                | 1978 UW7     | 27 tháng 10 năm 1978 | Palomar                 | C. M. Olmstead                                         |
| 7915                  | 1979 MA6     | 25 tháng 6 năm 1979  | Siding Spring           | E. F. Helin, S. J. Bus                                 |
| 7916                  | 1981 EN      | 1 tháng 3 năm 1981   | La Silla                | H. Debehogne, G. DeSanctis                             |
| 7917                  | 1981 EG5     | 2 tháng 3 năm 1981   | Siding Spring           | S. J. Bus                                              |
| 7918                  | 1981 EJ22    | 2 tháng 3 năm 1981   | Siding Spring           | S. J. Bus                                              |
| 7919 Prime            | 1981 EZ27    | 2 tháng 3 năm 1981   | Siding Spring           | S. J. Bus                                              |
| 7920                  | 1981 XM2     | 3 tháng 12 năm 1981  | Nanking                 | Purple Mountain Observatory                            |
| 7921 Huebner          | 1982 RF      | 15 tháng 9 năm 1982  | Anderson Mesa           | E. Bowell                                              |
| 7922                  | 1983 CO3     | 12 tháng 2 năm 1983  | La Silla                | H. Debehogne, G. DeSanctis                             |
| 7923 Chyba            | 1983 WJ      | 28 tháng 11 năm 1983 | Anderson Mesa           | E. Bowell                                              |
| 7924 Simbirsk         | 1986 PW4     | 6 tháng 8 năm 1986   | Nauchnij                | N. S. Chernykh, L. I. Chernykh                         |
| 7925 Shelus           | 1986 RX2     | 6 tháng 9 năm 1986   | Anderson Mesa           | E. Bowell                                              |
| 7926 -                | 1986 RD5     | 3 tháng 9 năm 1986   | La Silla                | H. Debehogne                                           |
| 7927 -                | 1986 WV1     | 29 tháng 11 năm 1986 | Kleť                    | A. Mrkos                                               |
| 7928 Bijaoui          | 1986 WM5     | 27 tháng 11 năm 1986 | Caussols                | CERGA                                                  |
| 7929                  | 1987 SK12    | 16 tháng 9 năm 1987  | La Silla                | H. Debehogne                                           |
| 7930                  | 1987 VD      | 15 tháng 11 năm 1987 | Kushiro                 | S. Ueda, H. Kaneda                                     |
| 7931 Kristianpedersen | 1988 EB1     | 13 tháng 3 năm 1988  | Đài thiên văn Brorfelde | P. Jensen                                              |
| 7932 Plimpton         | 1989 GP      | 7 tháng 4 năm 1989   | Palomar                 | E. F. Helin                                            |
| 7933 Magritte         | 1989 GP4     | 3 tháng 4 năm 1989   | La Silla                | E. W. Elst                                             |
| 7934 Sinatra          | 1989 SG1     | 16 tháng 9 năm 1989  | La Silla                | E. W. Elst                                             |
| 7935 -                | 1990 EZ5     | 1 tháng 3 năm 1990   | La Silla                | H. Debehogne                                           |
| 7936 Mikemagee        | 1990 OW2     | 30 tháng 7 năm 1990  | Palomar                 | H. E. Holt                                             |
| 7937 -                | 1990 QA2     | 22 tháng 8 năm 1990  | Palomar                 | H. E. Holt                                             |
| 7938 -                | 1990 SL2     | 17 tháng 9 năm 1990  | Palomar                 | H. E. Holt                                             |
| 7939 Asphaug          | 1991 AP1     | 14 tháng 1 năm 1991  | Palomar                 | E. F. Helin                                            |
| 7940 Erichmeyer       | 1991 EO1     | 13 tháng 3 năm 1991  | Harvard Observatory     | Oak Ridge Observatory                                  |
| 7941 -                | 1991 NE1     | 12 tháng 7 năm 1991  | Palomar                 | H. E. Holt                                             |
| 7942 -                | 1991 OK1     | 18 tháng 7 năm 1991  | La Silla                | H. Debehogne                                           |
| 7943 -                | 1991 PQ12    | 5 tháng 8 năm 1991   | Palomar                 | H. E. Holt                                             |
| 7944 -                | 1991 PR12    | 5 tháng 8 năm 1991   | Palomar                 | H. E. Holt                                             |
| 7945 Kreisau          | 1991 RK7     | 13 tháng 9 năm 1991  | Tautenburg Observatory  | F. Börngen, L. D. Schmadel                             |
| 7946 -                | 1991 RV13    | 13 tháng 9 năm 1991  | Palomar                 | H. E. Holt                                             |
| 7947 Toland           | 1992 BE2     | 30 tháng 1 năm 1992  | La Silla                | E. W. Elst                                             |
| 7948 Whitaker         | 1992 HY      | 24 tháng 4 năm 1992  | Kitt Peak               | Spacewatch                                             |
| 7949 -                | 1992 SU      | 23 tháng 9 năm 1992  | Palomar                 | E. F. Helin                                            |
| 7950 Berezov          | 1992 SS26    | 28 tháng 9 năm 1992  | Nauchnij                | L. V. Zhuravleva                                       |
| 7951 -                | 1992 WC2     | 18 tháng 11 năm 1992 | Kushiro                 | S. Ueda, H. Kaneda                                     |
| 7952 -                | 1992 XB      | 3 tháng 12 năm 1992  | Yakiimo                 | A. Natori, T. Urata                                    |
| 7953 Kawaguchi        | 1993 KP      | 20 tháng 5 năm 1993  | Kiyosato                | S. Otomo                                               |
| 7954 Kitao            | 1993 SQ2     | 19 tháng 9 năm 1993  | Kitami                  | K. Endate, K. Watanabe                                 |
| 7955 Ogiwara          | 1993 WE      | 18 tháng 11 năm 1993 | Oohira                  | T. Urata                                               |
| 7956 Yaji             | 1993 YH      | 17 tháng 12 năm 1993 | Oizumi                  | T. Kobayashi                                           |
| 7957 Antonella        | 1994 BT      | 17 tháng 1 năm 1994  | Cima Ekar               | A. Boattini, M. Tombelli                               |
| 7958 Leakey           | 1994 LE3     | 5 tháng 6 năm 1994   | Palomar                 | C. S. Shoemaker, E. M. Shoemaker                       |
| 7959 Alysecherri      | 1994 PK      | 2 tháng 8 năm 1994   | Catalina Station        | C. W. Hergenrother                                     |
| 7960 Condorcet        | 1994 PW16    | 10 tháng 8 năm 1994  | La Silla                | E. W. Elst                                             |
| 7961 Ercolepoli       | 1994 TD2     | 10 tháng 10 năm 1994 | Colleverde              | V. S. Casulli                                          |
| 7962 -                | 1994 WG3     | 28 tháng 11 năm 1994 | Kushiro                 | S. Ueda, H. Kaneda                                     |
| 7963 Falcinelli       | 1995 CA      | 1 tháng 2 năm 1995   | Stroncone               | Stroncone                                              |
| 7964 -                | 1995 DD2     | 23 tháng 2 năm 1995  | Nachi-Katsuura          | Y. Shimizu, T. Urata                                   |
| 7965 Katsuhiko        | 1996 BD1     | 17 tháng 1 năm 1996  | Kitami                  | K. Endate, K. Watanabe                                 |
| 7966 Richardbaum      | 1996 DA      | 18 tháng 2 năm 1996  | Oizumi                  | T. Kobayashi                                           |
| 7967 Beny             | 1996 DV2     | 28 tháng 2 năm 1996  | Kleť                    | Z. Moravec                                             |
| 7968 Elst-Pizarro     | 1996 N2      | 14 tháng 7 năm 1996  | La Silla                | E. W. Elst, G. Pizarro                                 |
| 7969 -                | 1997 RP3     | 5 tháng 9 năm 1997   | Nachi-Katsuura          | Y. Shimizu, T. Urata                                   |
| 7970 Lichtenberg      | 6065 P-L     | 24 tháng 9 năm 1960  | Palomar                 | C. J. van Houten, I. van Houten-Groeneveld, T. Gehrels |
| 7971 Meckbach         | 9002 P-L     | 17 tháng 10 năm 1960 | Palomar                 | C. J. van Houten, I. van Houten-Groeneveld, T. Gehrels |
| 7972 Mariotti         | 1174 T-1     | 25 tháng 3 năm 1971  | Palomar                 | C. J. van Houten, I. van Houten-Groeneveld, T. Gehrels |
| 7973 Koppeschaar      | 1344 T-2     | 29 tháng 9 năm 1973  | Palomar                 | C. J. van Houten, I. van Houten-Groeneveld, T. Gehrels |
| 7974 Vermeesch        | 2218 T-2     | 29 tháng 9 năm 1973  | Palomar                 | C. J. van Houten, I. van Houten-Groeneveld, T. Gehrels |
| 7975 -                | 1974 FD      | 22 tháng 3 năm 1974  | Cerro El Roble          | C. Torres                                              |
| 7976 Pinigin          | 1977 QT2     | 21 tháng 8 năm 1977  | Nauchnij                | N. S. Chernykh                                         |
| 7977                  | 1977 QQ5     | 21 tháng 8 năm 1977  | Siding Spring           | R. H. McNaught                                         |
| 7978 Niknesterov      | 1978 SR4     | 27 tháng 9 năm 1978  | Nauchnij                | L. I. Chernykh                                         |
| 7979 Pozharskij       | 1978 SV7     | 16 tháng 9 năm 1978  | Nauchnij                | L. V. Zhuravleva                                       |
| 7980 Senkevich        | 1978 TD2     | 3 tháng 10 năm 1978  | Nauchnij                | N. S. Chernykh                                         |
| 7981 -                | 1978 VL10    | 7 tháng 11 năm 1978  | Palomar                 | E. F. Helin, S. J. Bus                                 |
| 7982                  | 1979 MX5     | 25 tháng 6 năm 1979  | Siding Spring           | E. F. Helin, S. J. Bus                                 |
| 7983 Festin           | 1980 FY      | 16 tháng 3 năm 1980  | La Silla                | C.-I. Lagerkvist                                       |
| 7984                  | 1980 SM      | 29 tháng 9 năm 1980  | Kleť                    | Z. Vávrová                                             |
| 7985                  | 1981 EK10    | 1 tháng 3 năm 1981   | Siding Spring           | S. J. Bus                                              |
| 7986                  | 1981 EG15    | 1 tháng 3 năm 1981   | Siding Spring           | S. J. Bus                                              |
| 7987                  | 1981 EV22    | 2 tháng 3 năm 1981   | Siding Spring           | S. J. Bus                                              |
| 7988                  | 1981 EX30    | 2 tháng 3 năm 1981   | Siding Spring           | S. J. Bus                                              |
| 7989                  | 1981 EW41    | 2 tháng 3 năm 1981   | Siding Spring           | S. J. Bus                                              |
| 7990                  | 1981 SN1     | 16 tháng 9 năm 1981  | Anderson Mesa           | N. G. Thomas                                           |
| 7991 Kaguyahime       | 1981 UT7     | 30 tháng 10 năm 1981 | Kiso                    | H. Kosai, K. Hurukawa                                  |
| 7992 Yozan            | 1981 WC      | 28 tháng 11 năm 1981 | Tōkai                   | T. Furuta                                              |
| 7993                  | 1982 UD2     | 16 tháng 10 năm 1982 | Kleť                    | A. Mrkos                                               |
| 7994 Bethellen        | 1983 CQ2     | 15 tháng 2 năm 1983  | Anderson Mesa           | E. Bowell                                              |
| 7995 Khvorostovsky    | 1983 PX      | 4 tháng 8 năm 1983   | Nauchnij                | L. G. Karachkina                                       |
| 7996 Vedernikov       | 1983 RX3     | 1 tháng 9 năm 1983   | Nauchnij                | L. G. Karachkina                                       |
| 7997 -                | 1985 CN1     | 13 tháng 2 năm 1985  | La Silla                | H. Debehogne                                           |
| 7998 Gonczi           | 1985 JK      | 15 tháng 5 năm 1985  | Anderson Mesa           | E. Bowell                                              |
| 7999 Nesvorný         | 1986 RA3     | 11 tháng 9 năm 1986  | Anderson Mesa           | E. Bowell                                              |
| 8000 Isaac Newton     | 1986 RL5     | 5 tháng 9 năm 1986   | La Silla                | H. Debehogne                                           |